# تشارلز هنري كراندال
تشارلز هنري كراندال (بالإنجليزية: Charles Henry Crandall)‏ هو صحفي وشاعر أمريكي، ولد في 19 يونيو 1858 في قرية غرينويتش في الولايات المتحدة، وتوفي في 23 مارس 1923 في ستامفورد في الولايات المتحدة.